# Joaquim Augusto da Silva Mendes
Joaquim Augusto da Silva Mendes S.D.B. (n. Castelões de Cepeda, Distrito de Oporto, Portugal, 14 de marzo de 1948) es un obispo católico y teólogo portugués.
Pertenece a la Familia Salesiana y fue ordenado sacerdote en 1983 para la Diócesis de Oporto.
El Papa Benedicto XVI le nombró el día 31 de enero de 2008, como nuevo Obispo Auxiliar de Lisboa y Obispo Titular de Caliabria.

## Primeros años
Nacido en la freguesia portuguesa de Castelões de Cepeda, el día 14 de marzo de 1948.
Cuando era joven, al descubrir su vocación religiosa, decidió ingresar en la Pía Sociedad de San Francisco de Sales ("más conocidos como los Salesianos, S.D.B.") y fue ordenado sacerdote el 24 de julio de 1983.
También se licenció en Teología por la Universidad Católica Portuguesa y luego se trasladó a Italia para licenciarse en Teología espiritual por la Universidad Pontificia Salesiana de Roma.
A su regreso, inició su ministerio pastoral en la Diócesis de Oporto.
Desde 1991 a 1999 fue Asistente Diocesano de Renovación Carismática Católica, desde 1993 a 1996 fue Presidente de los Institutos Regionales de la diócesis y la Conferencia de Religiosos y desde 2002 a 2005 fue miembro de la Junta de la Conferencia Nacional de Los institutos religiosos.
También en su orden, desde 1999 a 2005 fue Superior Mayor de la provincia y Director de la Escuela Salesiana.

## Carrera episcopal
Ya el 31 de enero de 2008, Su Santidad el Papa Benedicto XVI le nombró Obispo auxiliar del Patriarcado de Lisboa y Obispo titular de la antigua Diócesis de Caliabria.
Recibió la consagración episcopal el día 30 de marzo del mismo año, a manos del entonces Cardenal-Patriarca "monseñor" José da Cruz Policarpo actuando como consagrante principal y como co-consagrantes tuvo al por entonces Obispo de Oporto y actual Cardenal-Patriarca "monseñor" Manuel José Macário do Nascimento Clemente y al entonces Obispo de Setúbal "monseñor" Gilberto dos Reis.
Además, en la Conferencia Episcopal Portuguesa, ejerce de miembro de las Comisiones Episcopales de Social y Pastoral de Movilidad Humana y de Laicos y Familia.